# Prepiella pexicera
Prepiella pexicera là một loài bướm đêm thuộc phân họ Arctiinae, họ Erebidae.